# Casián
Casián es un barrio rural del municipio filipino de primera categoría de Taytay, perteneciente a la provincia de Palawan, en la Región Tagala Sudoccidental (MIMAROPA) o Región IV-B. Según el censo de 2020, tiene una población de 4660 habitantes.

## Geografía
El municipio de Taytay se encuentra situado en la isla de Palawan, al norte de la misma. Su término limita al norte con el municipio de El Nido, barrios de Bebeladán, Bagong-Bayán y Otón, oficialmente Mabini; al suroeste con el municipio de San Vicente; al sur con el de Roxas; y al sureste con el de Dumaran. En la parte insular se encuentra la bahía de Malampaya, y varias islas adyacentes se encuentran tanto en la costa este, mar de Joló, como en la  oeste, Mar del Oeste de Filipinas.
Este barrio de Casián forma parte de las islas adyacentes en el mar de Joló, siendo el más oriental del municipio, tras Dibangán. Lo forman la isla del mismo nombre y las siguientes, descritas de norte a sur: Pangisián,Butacán, Malcorot, Calabugdong, Makeriben, Binga, Flower, Cagdanao, Maubanen y Dinet. También forma parte del barrio el islote de Ginlap.
A poniente se encuentra el barrio de Batas, el más septentrional del municipio en la isla del mismo nombre, frente a la isla de Imorigue, que forma parte del barrio de Nueva Ibajay (New Ibajay) en el vecino municipio de El Nido. También a poniente se encuentra la isla de Maitiaguit frente al barrio continetal de Silanga, estando divida entre los barrios de Depla, al norte, y Maitiaguit (Meytegued), al sur.
A levante se encuentra el barrio de Dibangán (Debangan), formado por la isla del mismo nombre y las de Dadalitén y de Suratos, ambas situadas al sur.

### Historia
Taytay formaba parte de la provincia española de Calamianes, una de las 35 del archipiélago filipino, en la parte llamada de Visayas. Pertenecía a la audiencia territorial y Capitanía General de Filipinas, y en lo espiritual a la diócesis de Cebú.

## Patrimonio
En este barrio se encuentra la iglesia parroquial católica bajo la advocación de San Isidro Labrador, que forma parte del Distrito 2° de  la Vicaría Apostólica de Taytay, sufragánea de la Arquidiócesis de Lipá.